# Condado de Grant (Dakota do Norte)
O Condado de Grant é um dos 53 condados do Estado americano da Dakota do Norte. A sede do condado é Carson, e sua maior cidade é Carson. O condado possui uma área de 4 315 km² (dos quais 17 km² estão cobertos por água), uma população de 2 841 habitantes, e uma densidade populacional de 1,5 hab/km² (segundo o censo nacional de 2000).